# Ernstplatz 1

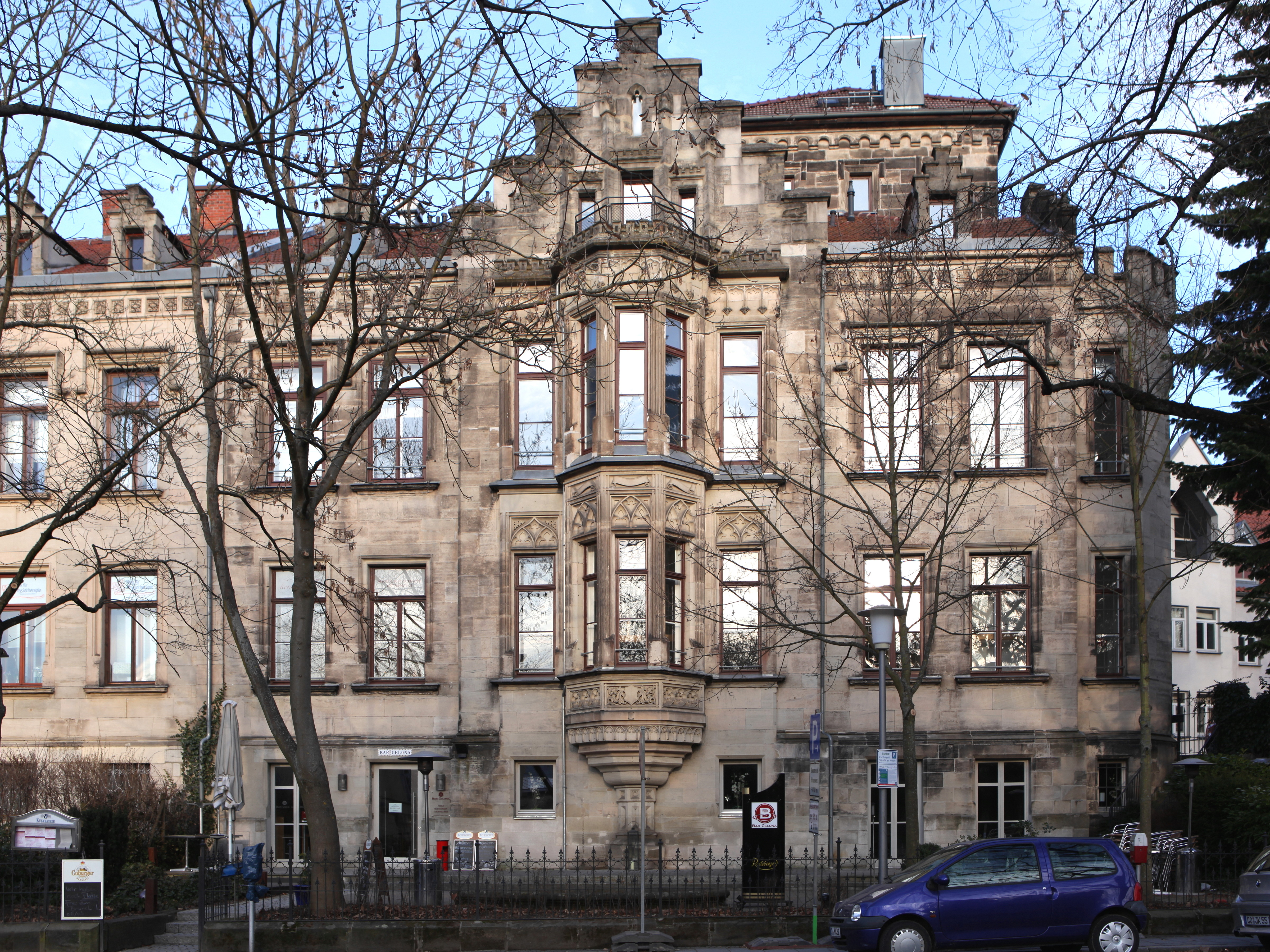
Westfassade Ernstplatz 1 in Coburg

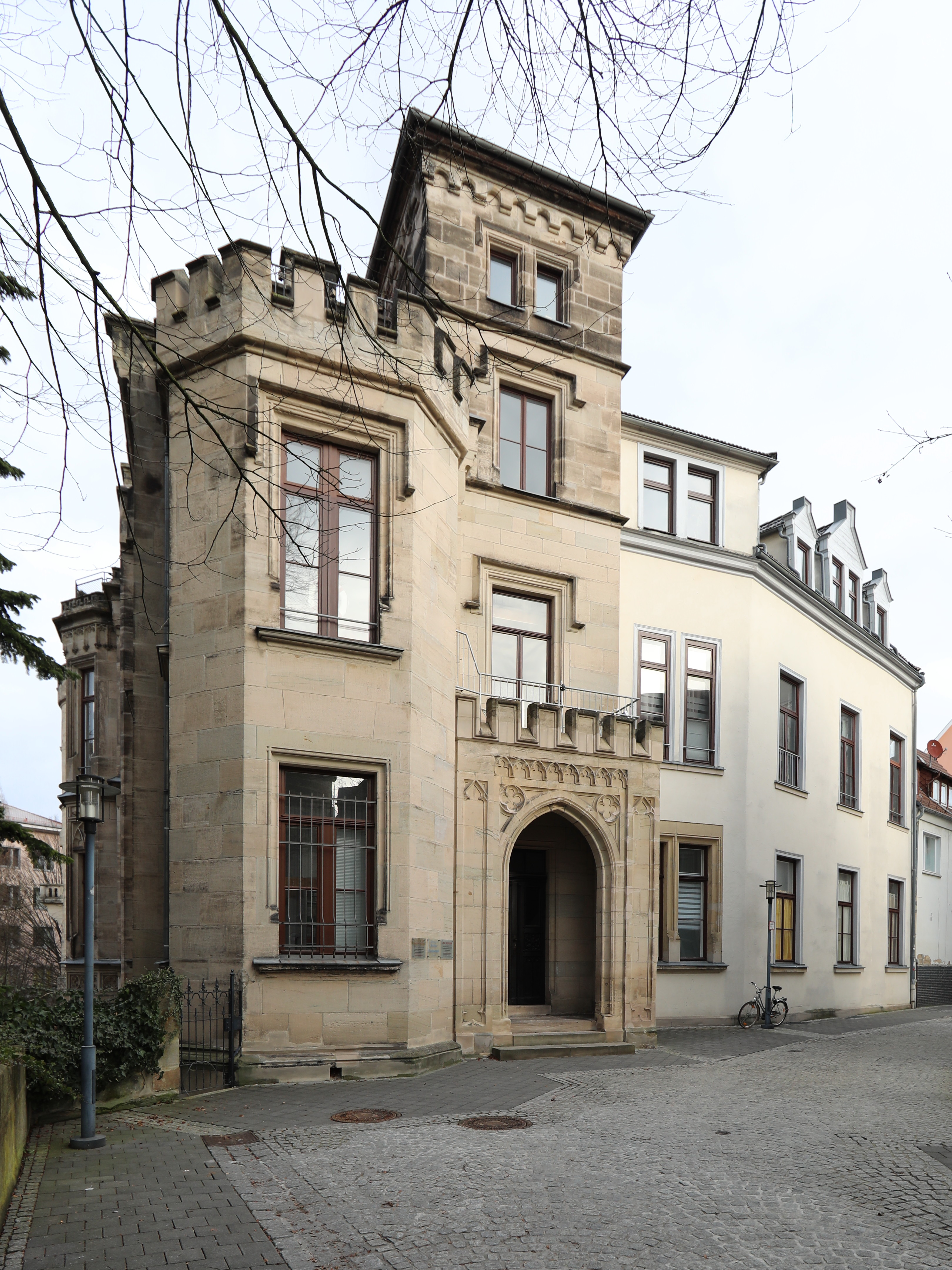
Südfassade Ernstplatz 1 in Coburg

Das Wohn- und Geschäftshaus Ernstplatz 1 steht in der oberfränkischen Stadt Coburg westlich des Marktplatzes. Es gehört zu einem Gebäudeensemble, das aus vier aneinandergebauten Einzelhäusern besteht und 1865/1866 vom belgischen Architekten Adolf Schuster im neugotischen Stil errichtet wurde. Das denkmalgeschützte Eckhaus befindet sich am südlichen Ende des Ensembles.

## Geschichte
Wohl um oder nach 1200 entstand die mittelalterliche Stadtbefestigung Coburgs. In den Jahren 1781/1782 wurde am heutigen Ernstplatz die innere Wehrmauer teilweise abgebrochen und ab 1798, zur Schaffung einer Grünanlage, der Stadtgraben trockengelegt und verfüllt. Hinter der Stadtmauer stand ab 1544 auf dem Grundstück Ernstplatz 1 das zum Stadtgefängnis gehörende Verhörgebäude, das später als Wächterhaus genutzt wurde. Zusätzlich war das Areal mit Zimmerhof und der städtischen Heuwaage bebaut. Im Jahr 1866 erwarb der Privatier Emil Richter das Anwesen und ließ es sich nach dem Abbruch des Bestandes 1866/1867 von dem belgischen Architekten Adolf Schuster nach Zeichnungen des Maurermeisters Paul Gerlicher und Baumeisters Hans Rothbart mit einem repräsentativen Mietswohnhaus bebauen.
Ende des 19. Jahrhunderts war das Haus Coburger Wohnsitz des britischen Gesandten. Im Jahr 1903 ließ der Weinhändler Bernhard Trepte das südliche Dachgeschoss zu einer Wohnung umbauen und 1932 wurde das Turmdach umgestaltet. Im Jahr 1969 wurde das Erdgeschoss am Ernstplatz für die Auslandskorrespondenten-Schule verändert. Das Gebäude war für zwanzig Jahre Heimstatt der Schule. Im Rahmen von weiteren Nutzungsänderungen folgten ab den 1970er Jahren Umbauten und Renovierungen. In den 1990er Jahren wurde unter anderem eine Gastronomie eingerichtet.

## Baubeschreibung
Das südliche Eckhaus des Ensembles steht am Ernstplatz und an der Kleinen Rosengasse. Das in neugotischen Formen gestaltete Gebäude entstand unter Einbeziehung mittelalterlicher Wehrmauerreste im Verlauf der Stadtmauer. Das traufständige Haupthaus am Ernstplatz ist ein Sandsteinquaderbau mit einem hohen Sockelgeschoss, das den Höhenunterschied außer- und innerhalb der ehemaligen Stadtmauer ausgleicht, zwei Obergeschossen und einem ausgebauten Satteldach über einem Traufgesims mit einem Kassettenfries. Die siebenachsige Straßenfassade prägt ein mittiger, dreiachsiger Treppengiebelrisalit mit einem einachsigen, zweigeschossigen Polygonalerker. Die Flächen über den schmalen Erkerfenstern verzieren im ersten Obergeschoss Maßwerkfelder und im zweiten Obergeschoss ein umlaufender Spitzbogenblendfries. Kleine Zinnen bekrönen den Erker, den eine Altane oben abschließt. Flankiert wird der Erker von Fensterpaaren, die im zweiten Obergeschosse eine Verdachung haben.
In der südlichen Giebelseite befindet sich der Zugang. Sie besteht aus einem zweigeschossigen, dreiseitig geschlossenen Fassadenturm mit einem Zinnenkranz und einem dreigeschossigen, zurückgesetzten Turm, der ursprünglich auch einen Zinnenkranz hatte. Den Eingang bildet eine zinnengeschmückte Vorhalle und mit einer Altane. Das anschließende, rückwärtige Gebäude an der Kleinen Rosengasse ist ein zweigeschossiger, verputzter Fachwerkbau.

## Weitere Gebäude

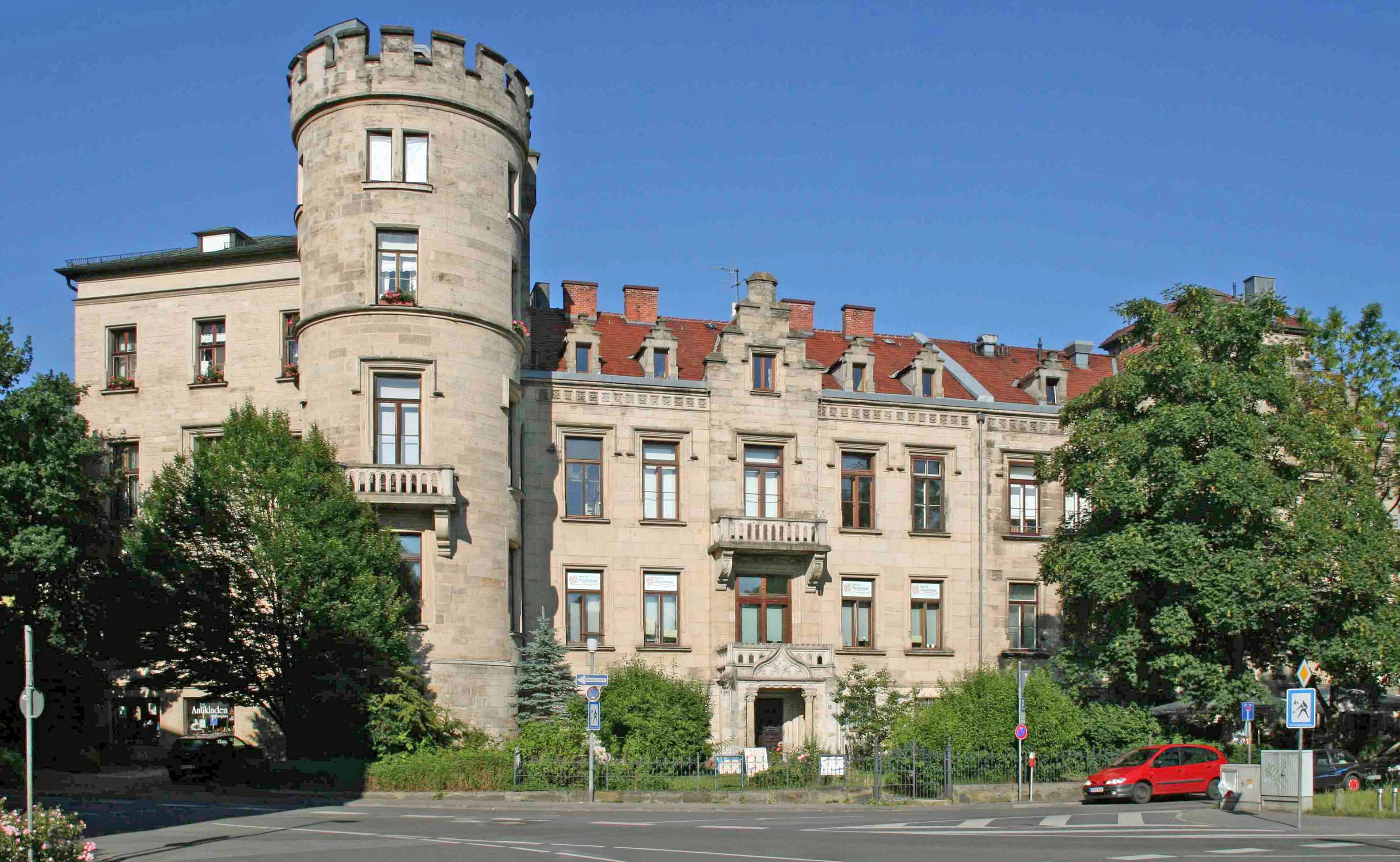
Von links: Ernstplatz 3, 2 und 1

Das Gebäude gehört zu einem Ensemble, bestehend aus Ernstplatz 1, Ernstplatz 2, Ernstplatz 3 und Metzgergasse 14, das der Architekt Adolf Schuster von 1865 bis 1872 errichten ließ.